# Litoria scabra
Litoria scabra es una especie de anfibio anuro de la familia Pelodryadidae.

## Distribución geográfica
Esta especie es endémica del oeste de Nueva Guinea en Indonesia. Habita a una altitud de 1070 m en la cuenca superior del río Wapoga en la provincia de Papúa.

## Publicación original
- Günther & Richards, 2005 : Three new mountain stream dwelling Litoria (Amphibia: Anura: Hylidae) from western New Guinea. Russian Journal of Herpetology, vol. 12, n.º 3, p. 195-212.[5]